# TE-23
El TE-23 (Tren Eléctrico 2023) es el sexto modelo de tren que empezó a operar en el Tren ligero de la Ciudad de México a partir de 2024.

## Historia
En una rueda de prensa dada por el director del Servicio de Transportes Eléctricos (STE), destacó que en la licitación publicada en junio de 2022, se contemplaba la compra de seis nuevos trenes ligeros por 438.1 millones de pesos, pero que debido a la oferta que presentó la empresa china CRRC Zhuzhou Locomotive, permitió adquirir tres trenes más, dando un total de nueve trenes nuevos para el tren ligero.
El 15 de diciembre de 2023, se empezó una votación "MI Trenjinera" para nombrar los nueve trenes que llegarían, siendo el nombre Cecilia el cual ganaría como primer lugar, y sería puesto en el primer tren que sería puesto en operación el 3 de enero de 2024.

#### Nombres de los trenes
| Nombre    | Número |
| --------- | ------ |
| Cecilia   | 041    |
| Santiago  | 042    |
| Gregorio  | 043    |
| Ajolote   | 044    |
| Cruz      | 045    |
| Mateo     | 046    |
| Francisco | 047    |
| Andrés    | 048    |
| Luis      | 049    |

## Otras características
- Cámaras de seguridad
- Accesibilidad para todos los usuarios
- Seguimiento GPS
- Doble cabina
- Tren articulado